# コリンシアン

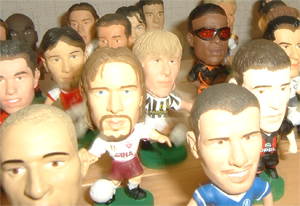
コリンシアン

コリンシアン（Corinthian）は、サッカーフィギュアを製造販売するイギリスの玩具会社。またはそのフィギュアの総称。ヨーロッパのクラブチームやナショナルチームの選手を中心に多くのフィギュアを1995年から発売している。初回限定生産が特徴でプレミアがついているものも珍しくない。また、イベント限定品や会員限定アイテムなどもリリースされている。2001年にはプロスターズの小型版ともいえるマイクロスターズが発売され、販売形式としては箱もしくはビニールパックに入っており、中が見えないようになっている。こちらはイギリスや日本、イタリア、ドイツ、スウェーデン、メキシコ等で展開された。サッカー選手以外にNBAや大リーグ等のフィギュアも販売していた。2009年に公式HPにおいて、プロスターズシリーズのリリース打ち切りが発表された。なお、マイクロスターズにおいては今後も販売を継続する模様である。

## シリーズの種類
- プロスターズ（ヘッドライナーズ）…ヨーロッパのリーグで活躍している現役選手をフィギュア化。1995年の発売開始時はヘッドライナーズという名前だったが、1999年以降はプロスターズに名称を変更した
- プラチナム…台座が銀色。当初は商品付属のミニブックについていた応募券を集めると入手できたが、後に公式ＨＰの通販で一定額以上利用すると入手出来た。12体以上のチームスペシャルセットに1体おまけとして封入される場合もある
- ワールドグレイツ…引退した選手を代表ユニフォームでフィギュア化。台座が金色。ウインドウボックス。プロスターズ会員になるともらえた
- ワールドレジェンズ…引退した選手をクラブユニフォームでフィギュア化。台座が緑色。ブリスターパック
- ワールドトーナメンツ…Ｗ杯で活躍した選手を代表ユニホームでフィギュア化。台座が緑色。ブリスターパック
- クラブゴールド…現役選手を代表ユニフォームでフィギュア化。台座が金色。ウインドウボックス
- 70＆80…70年代と80年代に活躍した選手をフィギュア化。ブリスターパック
- エリート…名選手を代表ユニホームでフィギュア化。ホームとアウェイユニホームの2体セット。ウインドウボックス
- リテイル…プロフィールカードの他にクイズカードが付属。ブリスターパック
- ファンフェイバリット…首が左右に回り、台座が黄緑。ブリスターパック
- メモラビリア…イベント限定販売。台座が黒。サシェットパッケージ
- ジャパンスペシャル…Jリーグで活躍した外国人プレイヤーをフィギュア化
- マイクロスターズ（ミニチュアーズ）
- キープレイヤーズ
- XL

## パッケージの種類
- ブリスターパック
- ウインドウボックス
- サチェット（ビニールパック）

## 関連書籍
- コリンシアン完全ガイドブック サッカーフィギュアの世界 ISBN 4809403483